# Wakendorf II
Wakendorf II település Németországban, Schleswig-Holstein tartományban. Lakosainak száma 1405 fő (2023. december 31.).

## Népesség
A település népességének változása:
| Lakosok száma | 928  | 1365 | 1353 | 1360 | 1405 | 1405 |
|               | 1975 | 2017 | 2019 | 2021 | 2022 | 2023 |